# Chanteheux
Chanteheux is een gemeente in het Franse departement Meurthe-et-Moselle in de regio Grand Est. De plaats maakt deel uit van het arrondissement Lunéville en sinds 22 maart 2015 van het kanton Lunéville-2, toen het kanton Lunéville-Sud, waar Chanteheux daarvoor deel van uitmaakte, werd opgeheven. Chanteheux telde op 1 januari 2022 2.124 inwoners.

## Geografie
De oppervlakte van Chanteheux bedroeg op 1 januari 2022 5,79 vierkante kilometer; de bevolkingsdichtheid was toen 366,8 inwoners per km².

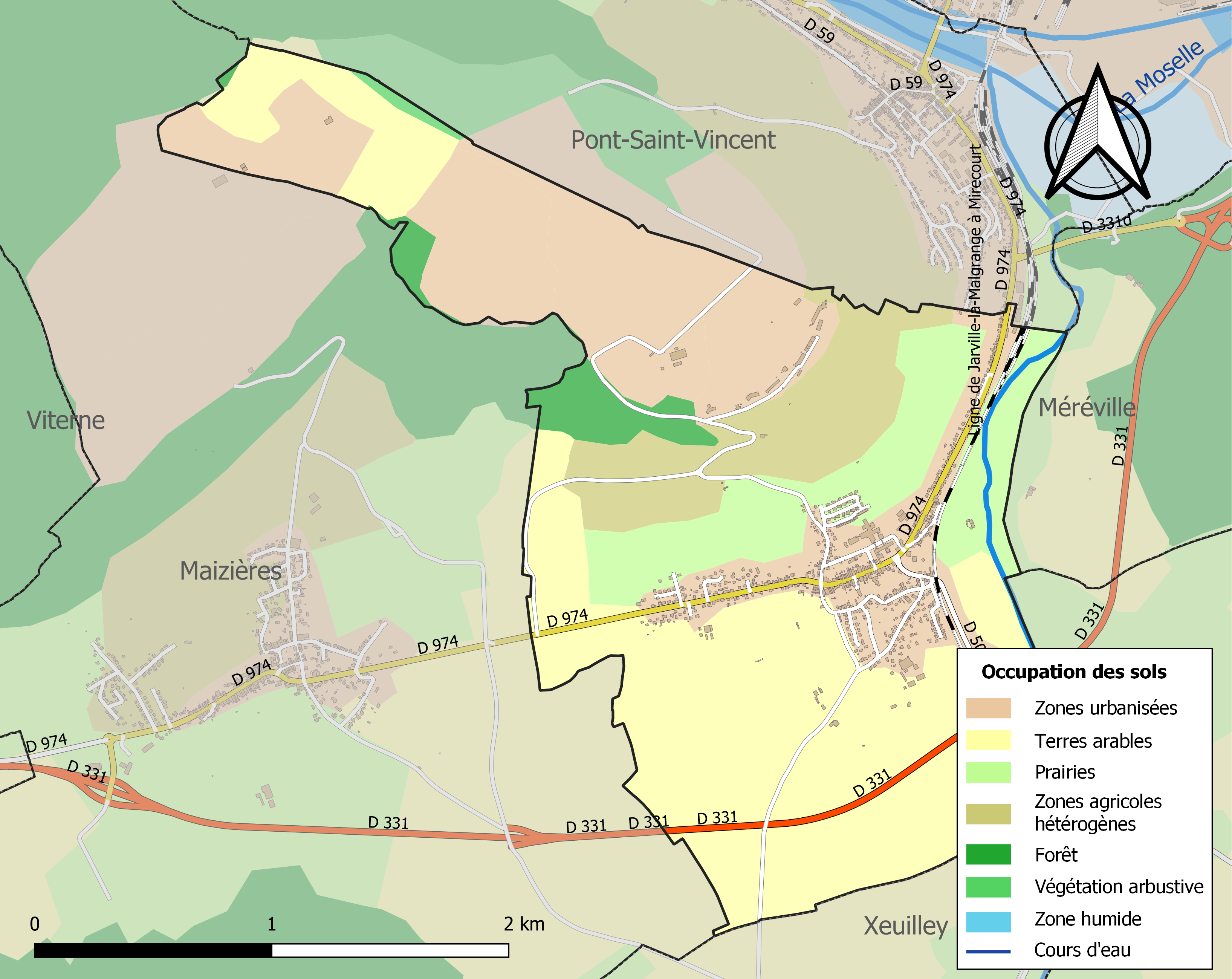
Kaart van de gemeente met de belangrijkste infrastructuur, bodemgebruik en omliggende gemeenten

## Demografie
Onderstaande figuur toont het verloop van het inwonertal (bron: INSEE-tellingen).